# Liste der Baudenkmäler in Gammelsdorf

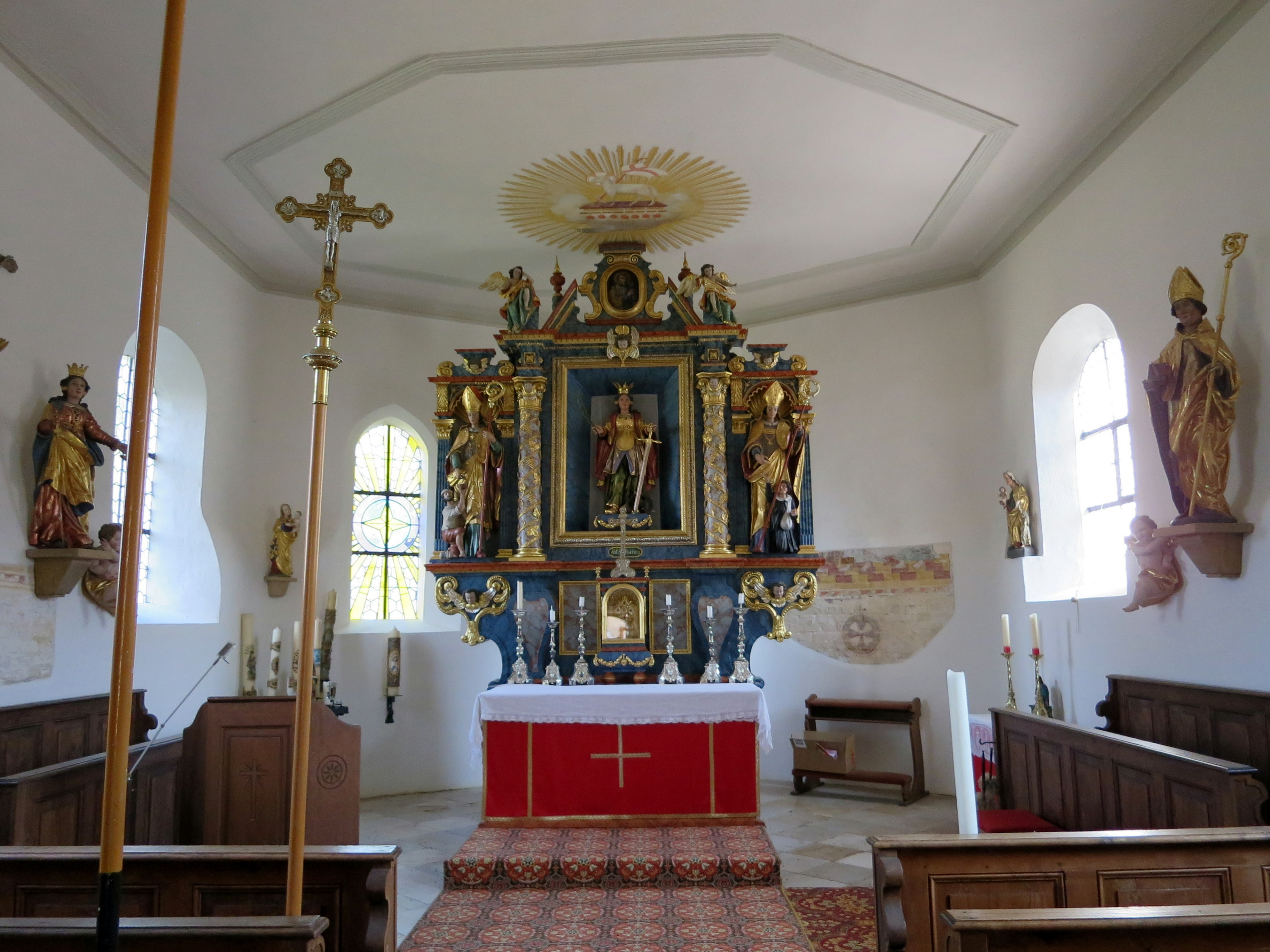
Innenraum von St. Katharina in Katharinazell

Auf dieser Seite sind die Baudenkmäler in der oberbayerischen Gemeinde Gammelsdorf zusammengestellt. Diese Tabelle ist eine Teilliste der Liste der Baudenkmäler in Bayern. Grundlage ist die Bayerische Denkmalliste, die auf Basis des Bayerischen Denkmalschutzgesetzes vom 1. Oktober 1973 erstmals erstellt wurde und seither durch das Bayerische Landesamt für Denkmalpflege geführt wird. Die folgenden Angaben ersetzen nicht die rechtsverbindliche Auskunft der Denkmalschutzbehörde.

## Baudenkmäler nach Ortsteilen

### Gammelsdorf
| Lage                       | Objekt                            | Beschreibung | Akten-Nr.             | Bild           |
| -------------------------- | --------------------------------- | --- | --------------------- | -------------- |
| Hauptstraße 18 (Standort)  | Ehemaliges Kleinbauernhaus        | Erdgeschossiger Satteldachbau mit nördlichem Halbgeschoss und Küchenkammer, zum Teil Blockbau, Ende 18./Anfang 19. Jahrhundert   | D-1-78-125-2 Wikidata | weitere Bilder |
| Kirchenstraße 4 (Standort) | Katholische Pfarrkirche St. Vitus | Neugotischer Backsteinbau mit eingezogenem Polygonalchor, angefügter Sakristei und Chorflankenturm, 1881; mit Ausstattung        | D-1-78-125-1 Wikidata | weitere Bilder |
| Königstraße 1 (Standort)   | Pfarrhaus                         | Villenartiger zweigeschossiger Bau mit Walmdach, Schweifgiebel und Eckerker, im barockisierenden Jugendstil, bezeichnet mit 1912 | D-1-78-125-3 Wikidata | weitere Bilder |
| Langenzaunfeld (Standort)  | Denkmal                           | Zur Erinnerung an die Schlacht von Gammelsdorf 1313, neugotischer Sandsteinpfeiler mit Zinnenbekrönung, errichtet 1842           | D-1-78-125-4 Wikidata | Denkmal        |

### Flickendorf
| Lage                   | Objekt      | Beschreibung                                                                                                 | Akten-Nr.             | Bild |
| ---------------------- | ----------- | --- | --------------------- | ---- |
| Figurenfeld (Standort) | Feldkapelle | Kleiner Saalbau mit Vorhalle und Giebeltürmchen in neuromanischem Stil, bezeichnet mit 1868; mit Ausstattung | D-1-78-125-5 Wikidata | BW   |

### Gelbersdorf
| Lage                     | Objekt                             | Beschreibung | Akten-Nr.             | Bild           |
| ------------------------ | ---------------------------------- | --- | --------------------- | -------------- |
| Gelbersdorf 1 (Standort) | Hauskapelle                        | Wohl um 1862; mit Ausstattung                                                                                             | D-1-78-125-7 Wikidata | BW             |
| Gelbersdorf 6 (Standort) | Katholische Filialkirche St. Georg | Spätgotischer Saalbau mit stark eingezogenem Polygonalchor und Chorwinkelturm, 2. Hälfte 15. Jahrhundert; mit Ausstattung | D-1-78-125-6          | weitere Bilder |

### Katharinazell
| Lage                        | Objekt                                 | Beschreibung | Akten-Nr.              | Bild           |
| --------------------------- | -------------------------------------- | --- | ---------------------- | -------------- |
| Katharinazell 5 (Standort)  | Tennentor                              | Hölzernes Tennentor mit geschweiften Zierstreben, Mitte 19. Jahrhundert | D-1-78-125-16 Wikidata | BW             |
| Katharinazell 10 (Standort) | Katholische Filialkirche St. Katharina | Gotischer Saalbau mit Polygonalchor, Dachreiter und angefügter Sakristei, erbaut im 14. Jahrhundert mit älteren Bauteilen, Turm 17. Jahrhundert; mit Ausstattung Friedhofsmauer | D-1-78-125-8           | weitere Bilder |

### Oberpriel
| Lage                      | Objekt     | Beschreibung                                 | Akten-Nr.             | Bild           |
| ------------------------- | ---------- | -------------------------------------------- | --------------------- | -------------- |
| Flur Oberpriel (Standort) | Wegkapelle | Kleiner Putzbau mit Vorhalle, erbaut 1936/37 | D-1-78-125-9 Wikidata | weitere Bilder |

### Priel
| Lage               | Objekt                                          | Beschreibung | Akten-Nr.     | Bild           |
| ------------------ | ----------------------------------------------- | --- | ------------- | -------------- |
| Priel 4 (Standort) | Katholische Pfarrkirche St. Johannes der Täufer | Barocker Saalbau mit stark eingezogenem Polygonalchor, südlichem Flankenturm und angefügter zweigeschossiger Sakristei, 18. Jahrhundert, Langhaus 1824 verlängert; mit Ausstattung | D-1-78-125-10 | weitere Bilder |

### Rehbach
| Lage                 | Objekt  | Beschreibung                                                                              | Akten-Nr.              | Bild           |
| -------------------- | ------- | ----------------------------------------------------------------------------------------- | ---------------------- | -------------- |
| Rehbach 5 (Standort) | Kapelle | Neugotischer Backsteinbau mit zierlichem Dachreiter, bezeichnet mit 1895; mit Ausstattung | D-1-78-125-11 Wikidata | weitere Bilder |

### Reichersdorf
| Lage                        | Objekt                 | Beschreibung                                             | Akten-Nr.              | Bild           |
| --------------------------- | ---------------------- | -------------------------------------------------------- | ---------------------- | -------------- |
| Reichersdorf 8 a (Standort) | Kapelle St. Laurentius | Putzbau mit Westturm und Vorhalle, 1912; mit Ausstattung | D-1-78-125-12 Wikidata | weitere Bilder |

### Starkhof
| Lage                     | Objekt     | Beschreibung                                                                  | Akten-Nr.              | Bild |
| ------------------------ | ---------- | ----------------------------------------------------------------------------- | ---------------------- | ---- |
| Flur Starkhof (Standort) | Hofkapelle | Putzbau mit geradem Chorabschluss und Fassadengliederung, 18./19. Jahrhundert | D-1-78-125-13 Wikidata | BW   |

### Willersdorf
| Lage                     | Objekt                                          | Beschreibung | Akten-Nr.     | Bild           |
| ------------------------ | ----------------------------------------------- | --- | ------------- | -------------- |
| Willersdorf 1 (Standort) | Katholische Filialkirche St. Jakobus der Ältere | Saalbau mit stark eingezogenem, gerade schließendem Chor, Westturm mit Zwiebelhaube und angefügter Sakristei, im Stil des Rokoko um 1770 erbaut; mit Ausstattung | D-1-78-125-14 | weitere Bilder |

## Ehemalige Baudenkmäler
In diesem Abschnitt sind Objekte aufgeführt, die früher einmal in der Denkmalliste eingetragen waren, jetzt aber nicht mehr. Objekte, die in anderem Zusammenhang also z. B. als Teil eines Baudenkmals weiter eingetragen sind, sollen hier nicht aufgeführt werden. Aktennummern in diesem Abschnitt sind ehemalige, jetzt nicht mehr gültige Aktennummern.
| Lage                                 | Objekt     | Beschreibung                                                                             | Akten-Nr.              | Bild |
| ------------------------------------ | ---------- | ---------------------------------------------------------------------------------------- | ---------------------- | ---- |
| Willersdorf Willersdorf 2 (Standort) | Bauernhaus | Erdgeschossig, Wohnteil als Blockbau verputzt, Greddach, Ende 18./Anfang 19. Jahrhundert | D-1-78-125-15 Wikidata | BW   |